# Mistrzostwa Europy w Lekkoatletyce 2010 – sztafeta 4 × 100 m mężczyzn
Sztafeta 4 × 100 metrów mężczyzn – jedna z konkurencji rozegranych podczas lekkoatletycznych mistrzostw Europy na Estadi Olímpic Lluís Companys w Barcelonie.
W konkurencji wystąpiła reprezentacja Polski w składzie: Dariusz Kuć, Paweł Stempel, Robert Kubaczyk oraz Kamil Kryński

## Terminarz
| Data       | Godzina |            |
| ---------- | ------- | ---------- |
| 31 lipca   | 10:15   | Eliminacje |
| 1 sierpnia | 19:35   | Finał      |

## Rezultaty
| WR - rekord świata \| CR - rekord mistrzostw \| NR - rekord kraju \| AR - rekord kontynentu                    |
| SB - najlepszy wynik w sezonie \| WL - najlepszy tegoroczny wynik na listach światowych \| PB - rekord życiowy |

### Kwalifikacje
Do zawodów przystąpiło 13 sztafet. Biegacze zostali podzielni na dwie grupy eliminacyjne. Awans do finału zapewniało zajęcie jednego z pierwszych trzech miejsc w swojej rundzie, skład finału uzupełniły dwie sztafety z najlepszymi czasami wśród przegranych.
| Poz. | Bieg | Reprezentacja                                                                                                  | Rezultat | Uwagi |
| ---- | ---- | --- | -------- | ----- |
| 1    | 2    | Niemcy · Tobias Unger · Marius Broening · Alexander Kosenkow · Martin Keller                                   | 38.75    | Q     |
| 2    | 2    | Włochy · Roberto Donati · Simone Collio · Emanuele Di Gregorio · Maurizio Checcucci                            | 38.82    | Q     |
| 3    | 2    | Portugalia · Ricardo Monteiro · Francis Obikwelu · Arnaldo Abrantes · Yazaldes Nascimento                      | 39.09    | Q     |
| 4    | 1    | Francja · Imaad Hallay · Jimmy Vicaut · Pierre-Alexis Pessonneaux · Martial Mbandjock                          | 39.12    | Q     |
| 5    | 1    | Polska · Dariusz Kuć · Paweł Stempel · Robert Kubaczyk · Kamil Kryński                                         | 39.20    | Q     |
| 6    | 1    | Szwajcaria · Pascal Mancini · Aron Beyene · Reto Schenkel · Marc Schneeberger                                  | 38.22    | Q     |
| 7    | 2    | Hiszpania · Alain López · Ángel David Rodríguez · Orkatz Beitia · Rubén Pros                                   | 39.30    | q     |
| 8    | 1    | Finlandia · Hannu Ali-Houkuna · Joni Rautanen · Jonathan Åstrand · Hannu Hämäläinen                            | 39.40    | q     |
| 9    | 1    | Wielka Brytania · Leon Baptiste · Craig Pickering · Marlon Devonish · Mark Lewis-Francis                       | 39.49    |       |
| 10   | 1    | Norwegia · Philip Bjørnå Berntsen · Tormod Hjortnæs Larsen · Christian Settemsli Mogstad · Jaysuma Saidy Ndure | 40.04    |       |
| 11   | 1    | Turcja · Mustafa Delioglu · Sezayi Ozkaya · Hakan Karacaoglu · Izzet Safer                                     | 40.23    |       |
|      | 2    | Rosja · Michaił Idrisow · Iwan Tiepłych · Roman Smirnow · Wiaczesław Kolesniczenko                             | DSQ      |       |
|      | 2    | Słowenia · Jan Zumer · Matic Osovnikar · Bostjan Fridrih · Gregor Kokalovic                                    | DSQ      |       |

### Finał
| Poz. | Tor | Reprezentacja                                                                                | Rezultat | Uwagi |
| ---- | --- | -------------------------------------------------------------------------------------------- | -------- | ----- |
|      | 5   | Francja · Jimmy Vicaut · Christophe Lemaitre · Pierre-Alexis Pessonneaux · Martial Mbandjock | 38.11    |       |
|      | 4   | Włochy · Roberto Donati · Simone Collio · Emanuele Di Gregorio · Maurizio Checcucci          | 38.17    |       |
|      | 3   | Niemcy · Tobias Unger · Marius Broening · Alexander Kosenkow · Martin Keller                 | 38.44    |       |
| 4    | 7   | Szwajcaria · Pascal Mancini · Aron Beyene · Reto Schenkel · Marc Schneeberger                | 38.69    |       |
| 5    | 6   | Polska · Dariusz Kuć · Paweł Stempel · Robert Kubaczyk · Kamil Kryński                       | 38.83    |       |
| 6    | 8   | Portugalia · Ricardo Monteiro · Francis Obikwelu · Arnaldo Abrantes · João Ferreira          | 38.88    |       |
| 7    | 1   | Finlandia · Hannu Ali-Houkuna · Joni Rautanen · Jonathan Åstrand · Hannu Hämäläinen          | 39.29    |       |
|      | 2   | Hiszpania · Alain López · Ángel David Rodríguez · Orkatz Beitia · Rubén Pros                 | DNF      |       |